# جيمس فرانكلين كلاي
جيمس فرانكلين كلاي (بالإنجليزية: James Franklin Clay)‏ هو محامي وسياسي أمريكي، ولد في 29 أكتوبر 1840 في هندرسون في الولايات المتحدة، وتوفي بنفس المكان في 17 أغسطس 1921. حزبياً، نشط في الحزب الديمقراطي. وقد انتخب عضو مجلس النواب الأمريكي.